# تماره
تماره یکی از شهرهای کشور مراکش است.